# Rathaus (Winterthur)

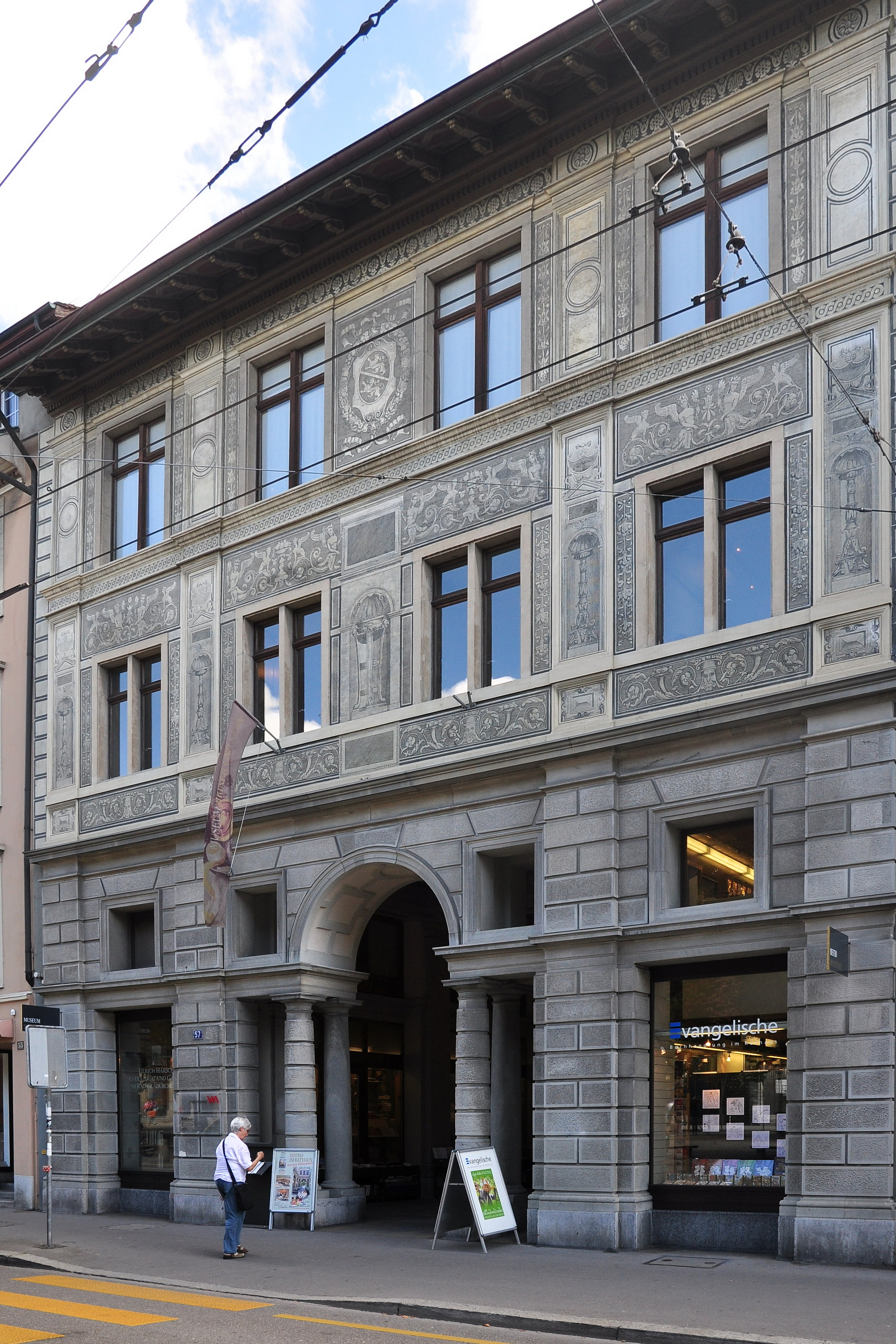
Ansicht des Rathauses von der Stadthausstrasse her

Das Rathaus von Winterthur ist Sitz des Großen Gemeinderates und Heimat des Museums Briner+Kern, mehrerer Ladengeschäfte und eines Bistros. Das Rathaus wird vom Bund in der Liste der Kulturgüter von nationaler Bedeutung im Kanton Zürich geführt.

## Geschichte
1423 wurde erstmals ein Rathaus in Winterthur erwähnt, das wohl aus dem 13. oder 14. Jahrhundert stammte. 1435 wurde beschlossen, dasselbe Rathaus neu zu bauen, dessen Fertigstellung dann 1437 auch erfolgte. Das Rathaus war zweigeteilt mit einem Innenhof, im vorderen Teil auf Seite der Marktgasse befand sich die Kornmarkthalle, wo jeweils der Kornmarkt stattfand. In den oberen Räumlichkeiten befanden sich unter anderem die Säle des Kleinen und Grossen Rat der Stadt sowie des Stadtgerichts. In der zum heutigen Stadthaus gerichteten Seite befand sich die Stube des Kleinen Rates, des Gerichts sowie die Wohnung des Rathausmeisters.
1624 bzw. 1628 wurden die Säle der beiden Räte renoviert. 1662 zog die Stadtbibliothek Winterthur in den hinteren Teil des Rathauses ein. 1704 wurde im hinteren Teil das Haus «zur Geduld» dazugekauft, das weiteren Raum für kulturelle Institutionen wie die Stadtbibliothek und das Musikkollegium Winterthur bot.
1782 bis 1785 wurde unter Leitung des Architekten Johann Ulrich Büchel das Hinterhaus umfassend umgebaut und das Vorderhaus mit einer frühklassizistischen Monumentalfassade neu gebaut. Ausserdem wurde das Haus zur Geduld wieder verkauft. 1832 wälzte sich die Ratsgrösse in der Winterthur Politik um: Die beiden Räte wurden durch einen elfköpfigen Stadtrat ersetzt. 1842 zog die Stadtbibliothek aus dem Rathaus in das benachbarte Knabenschulhaus (heute Museum Oskar Reinhart). 1861 zog der Kornmarkt in die neue Kornhalle beim Hauptbahnhof, zwei Jahre später siedelte das Musikkollegium in das neu errichtete Casinotheater hinüber. 1870 zog schliesslich auch noch der Stadtrat in das neu von Gottfried Semper errichtete repräsentative Stadthaus aus.
Als alle frühere Nutzer des Rathauses ausgezogen waren, wurde wieder eine Neugestaltung nötig: Unter Stadtbaumeister Joseph Bösch, einem Schüler Sempers, wurde das Rathaus bis 1874 umgebaut und erhielt seine heutige Form mit dem mit Arkaden gesäumten Rathausdurchgang im Stil der Neorenaissance mit einem Lichthof in der Mitte und bazarartig angeordneten Geschäften. Während im Erdgeschoss Verkaufsgeschäfte einzogen, wurden die oberen Stockwerke im Vorderhaus Bezirks- und Schwurgericht benutzt. Im hinteren Teil zogen das Statthalteramt, der Bezirksrat und die Gerichtskanzlei ein. 1895 wurde der heutige Grosse Gemeinderat geschaffen, damals noch mit 45 Mitgliedern. Dieser wurde mit der Stadtvereinigung 1922 auf 60 Mitglieder aufgestockt und ist bis heute im Rathaus beheimatet. 1932 zogen Bezirksgericht und Statthalteramt aus, stattdessen hatte der Friedensrichter und die Berufsberatung neu im Rathaus seine neue Heimat gefunden.
Eine Inschriftentafel des Römerkastells Vitudurum wird im Rathaus ausgestellt (man kann die Tafel vom Rathausdurchgang her sehen). Diese wurde zu einem unbekannten Zeitpunkt  nach Konstanz gebracht und dort als Nachweis für die Gründung von Konstanz durch Kaiser Constantius I. aufgestellt. Anfang September 1967 wurde das Stück von Konstanz als Zeichen nachbarlicher Freundschaft wieder an Winterthur zurückgegeben.
1968 bis 1970 wurde das Rathaus unter Stadtbaumeister Karl Keller zum bisher letzten Mal renoviert. Im Anschluss an die Renovierung bis zum 31. Oktober 2014 beherbergte das Rathaus das Museum Briner sowie bis 1990 die Uhrensammlung Kellenberger, die als die Schenkung Kern zum Museum Briner hinzukam ins Gewerbemuseum Winterthur umzog.

## Galerie

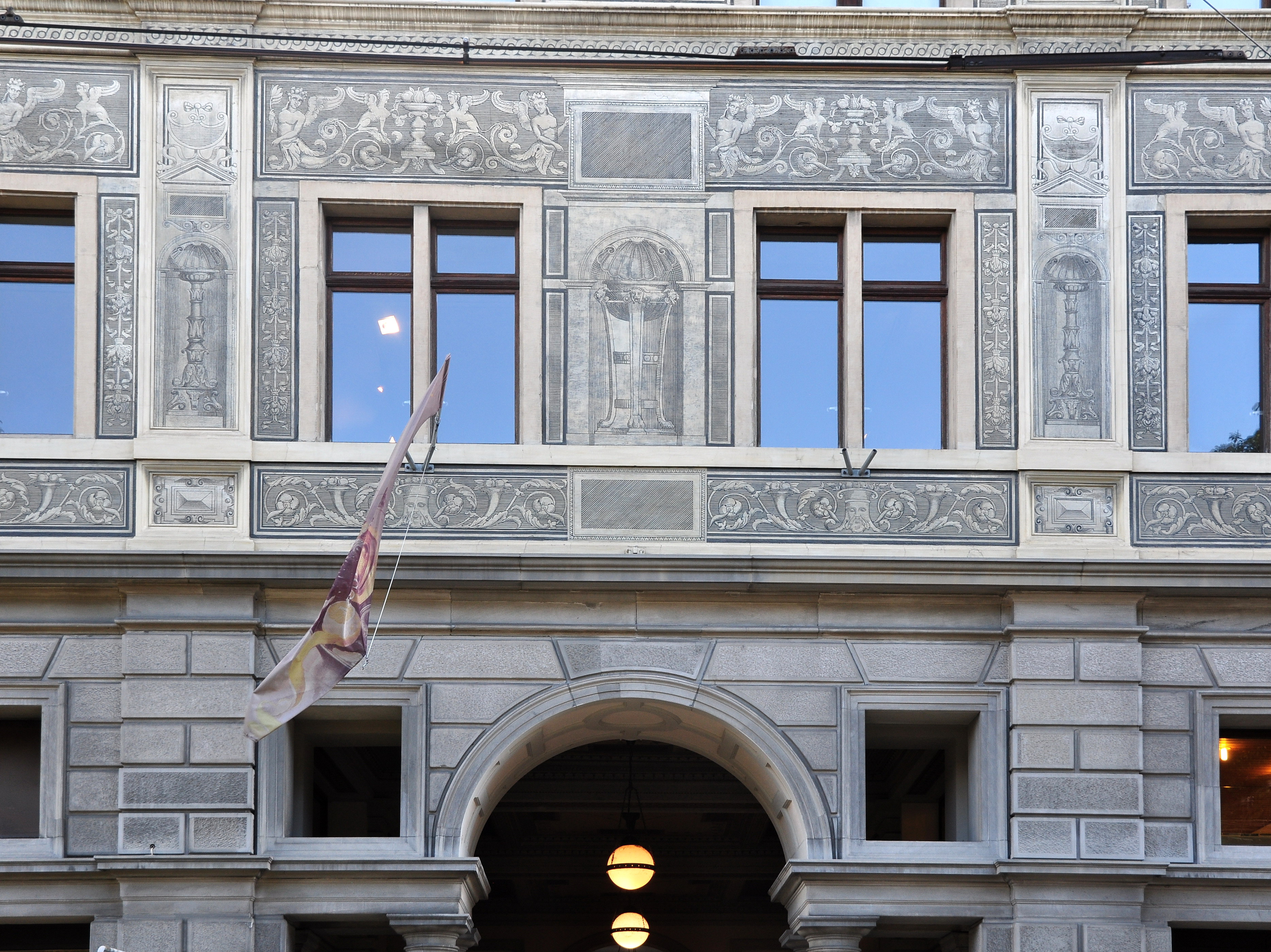
Detailansicht der Fassade auf der Rückseite
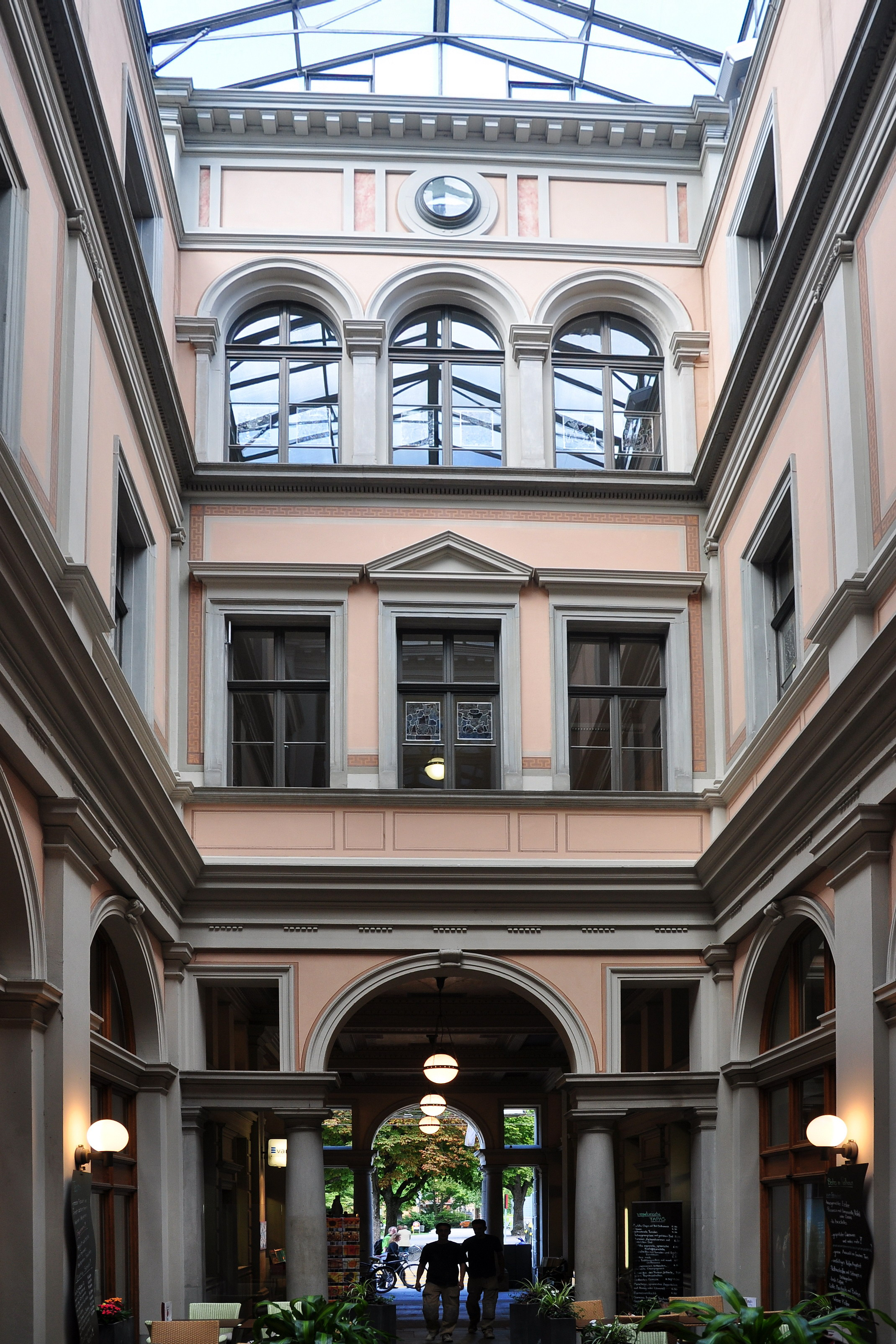
Lichthof, Blickrichtung Stadthausstrasse
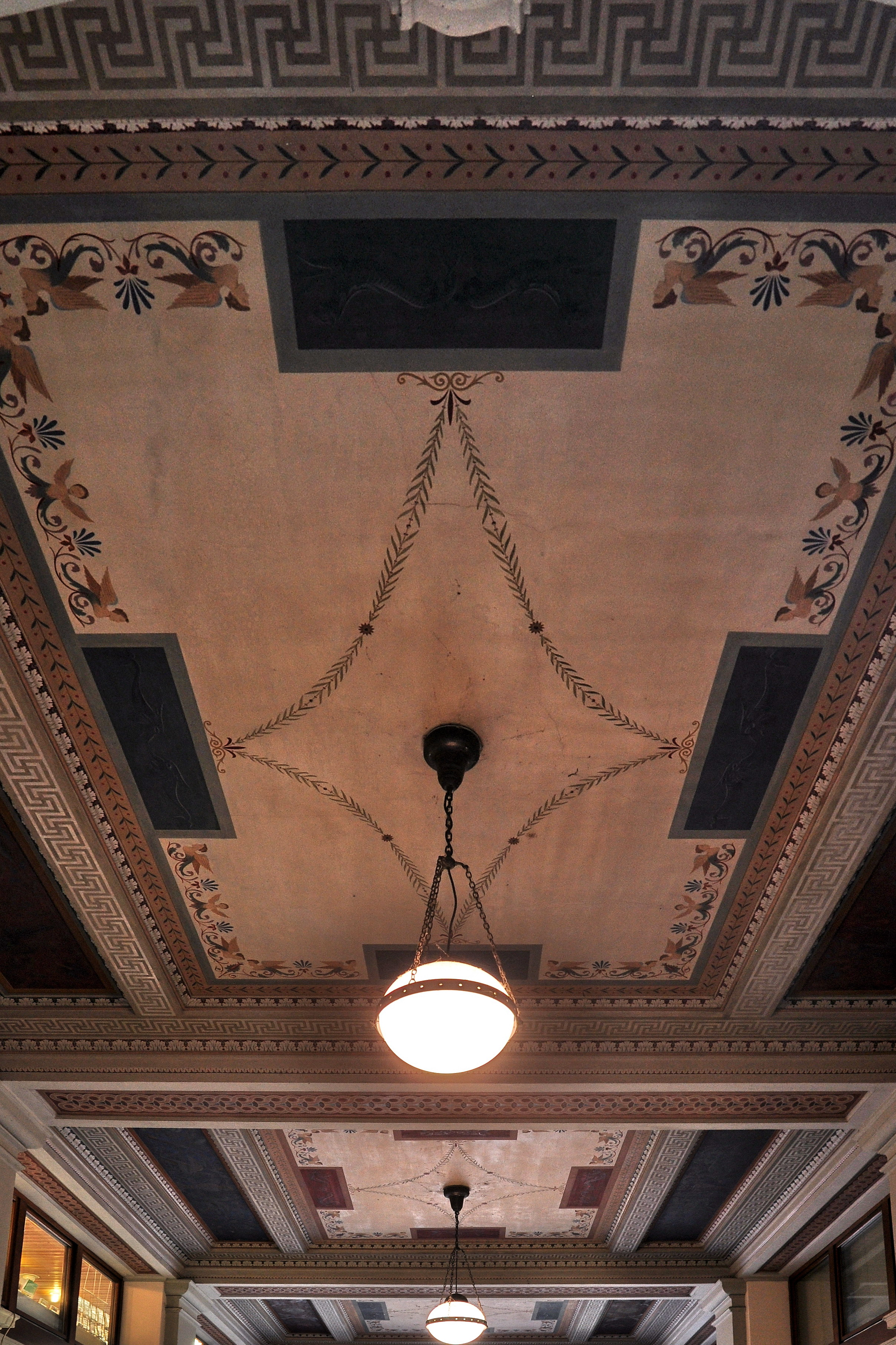
Rathausdurchgangsdecke
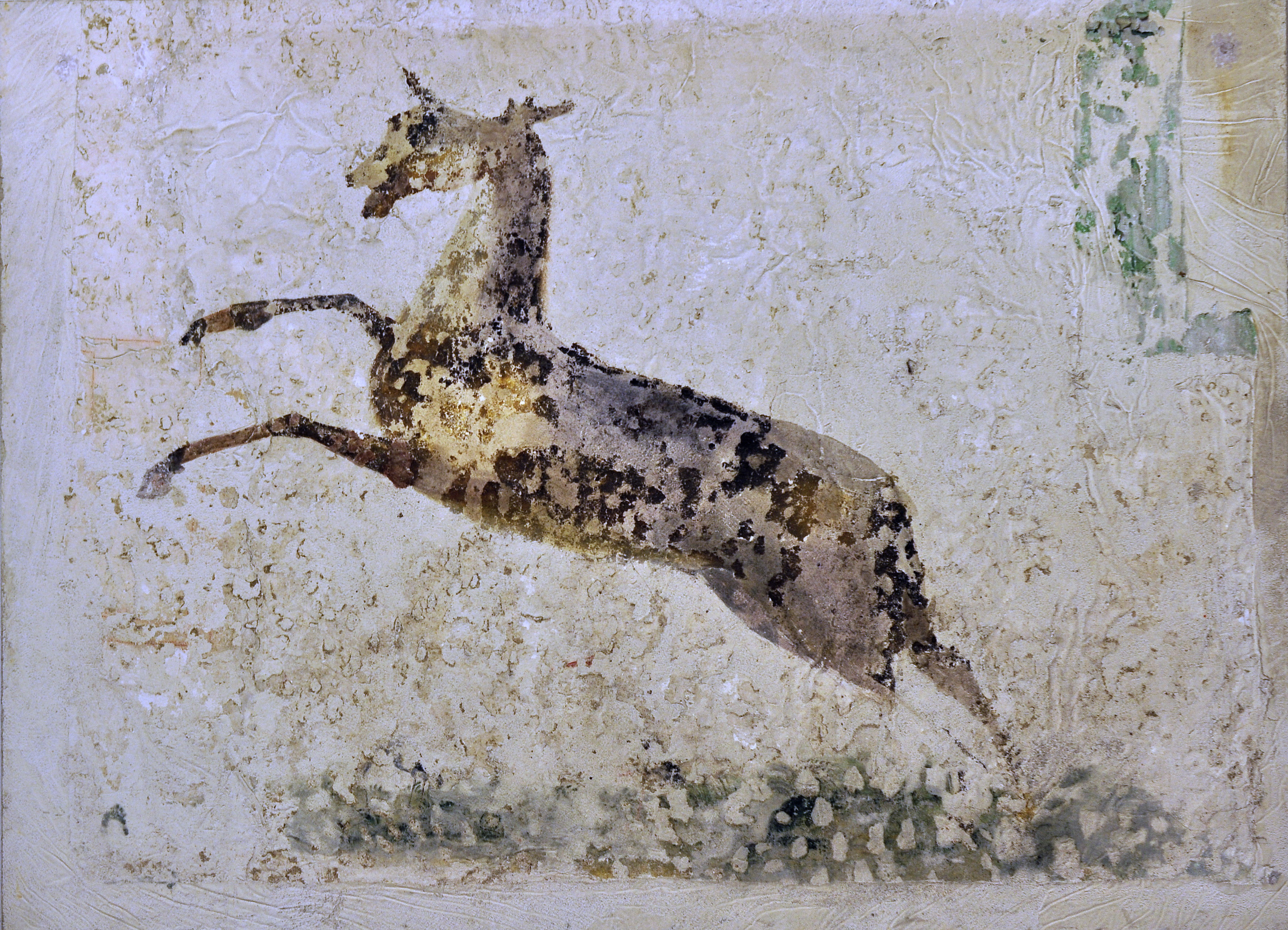
Wandgemälde im Rathaus aus dem 16. Jahrhundert. Der Stadtgraben diente damals als Hirschpark.
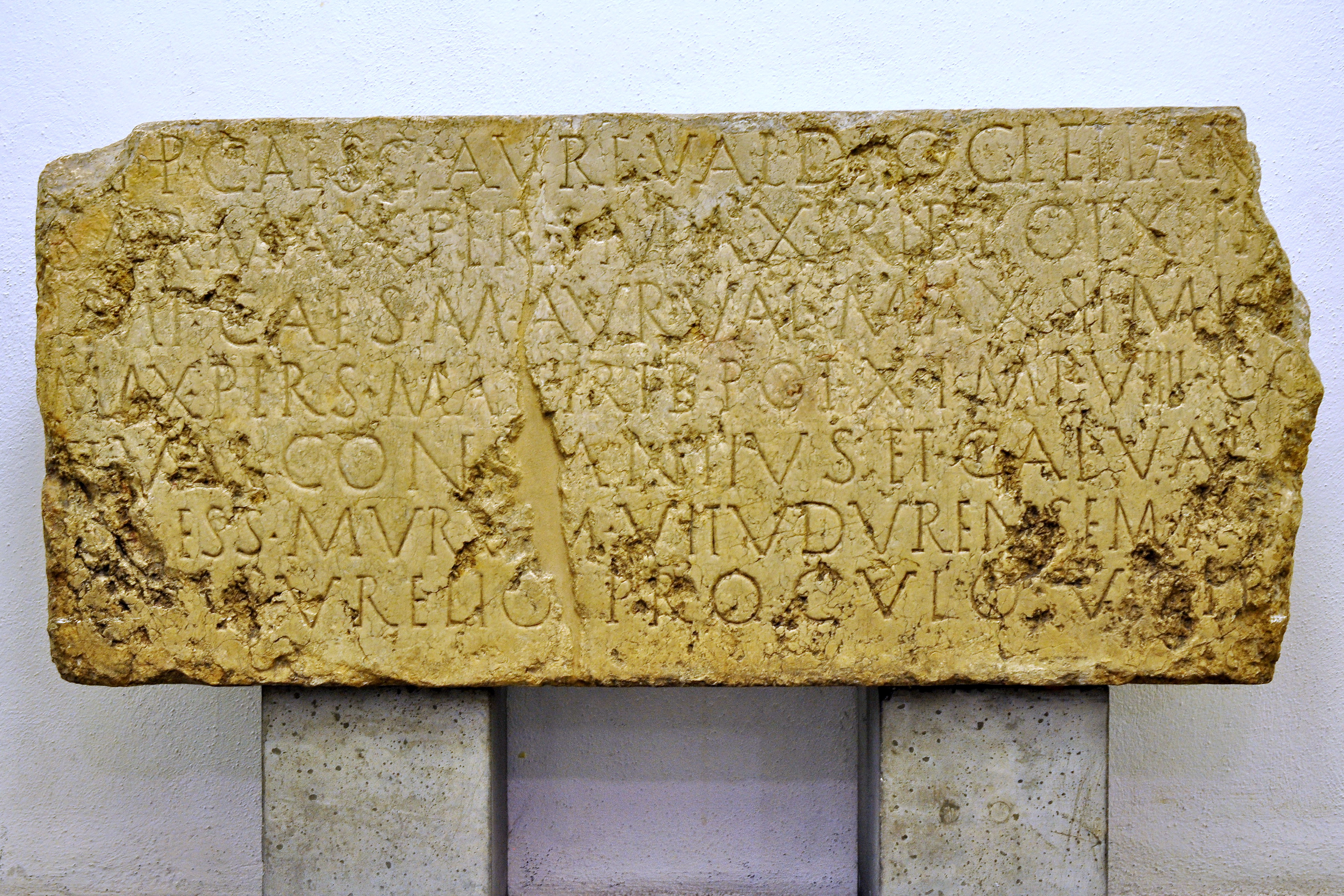
Die Inschriftentafel aus dem Kastel Vitudurum von 294 n. Chr. Die Tafel ist vom Rathausdurchgang her zu sehen.